# باد پاول
ارل رودلف "باد" پاول (به انگلیسی: Earl Rudolph "Bud" Powell) ‏(۲۷ سپتامبر ۱۹۲۴ – ۳۱ ژوئیه ۱۹۶۶) معروف به باد پاول، پیانونواز جاز آمریکایی بود.
او همراه با دیزی گلیسپی و چارلی پارکر در پیدایش سبک بی‌باپ مؤثر بود. به خاطر مهارتش در نواختن پیانوی جاز گاه او را «چارلی پارکر پیانو» نامیده‌اند.